# Thomas Reinesius
Thomas Reinesius, né à Gotha en 1587, décédé en 1667, fut un érudit allemand. Il fut médecin du margrave de Bayreuth, puis conseiller de l'électeur de Saxe. Il était pensionné par Louis XIV.

## Biographie
Thomas Reinesius naquit à Gotha le 13 décembre 1587 et fit des progrès si rapides dans ses premières études qu’à douze ans il savait déjà le grec et le latin. L’embarras de sa prononciation le rendant peu propre au ministère évangélique, il résolut de s’appliquer à la médecine et fréquenta successivement les académies de Wittemberg et d’Iéna. Après avoir terminé ses cours, il visita la Bohême, l’Allemagne, l’Italie, afin de perfectionner ses connaissances et en acquérir de nouvelles. Il s’arrêta quelque temps à Padoue pour suivre les leçons des célèbres professeurs de cette ville, et, en passant à Bâle, il prit le doctorat, dans l’espoir que Caspar Hofmann, son parent, lui ferait obtenir une chaire alors vacante à l’université d'Altdorf. Piqué de la préférence accordée à l’un de ses concurrents, il refusa de faire de nouvelles démarches et s’établit dans le margraviat de Bayreuth, où il partagea son temps entre la pratique de son art, la culture des lettres et les recherches d’antiquité. Bientôt après, le margrave de Bayreuth le nomma son médecin et lui confia l’inspection des écoles publiques établies dans ses États. En 1627, Reisenius accepta la place de médecin de la ville d’Altenbourg, où il demeura plusieurs années, et parvint à la dignité de bourgmestre. L’électeur de Saxe l’ayant nommé l’un de ses conseillers, Reinesius vint habiter Leipzig, où il mourut le 17 janvier 1667, à l’âge de 80 ans, laissant la réputation d’un habile critique et d’un antiquaire très-distingué, mais d’un caractère fort bizarre et d’une humeur difficile. Ce fut l’un des savants étrangers que les bienfaits de Louis XIV allèrent chercher dans leur patrie. Reinesius témoigna sa reconnaissance à Colbert, de l’avoir indiqué au choix du monarque, en lui dédiant ses Observations sur Pétrone.

## Œuvres
Outre des Notes sur Manilius, insérées dans l’édition de ce poète, Strasbourg, 1665, in-4°, et des Observations sur Pétrone, Leipzig, 1666, in-8°, dont on a parlé plus haut, on citera de Reinesius :
- De diis Syris sive de numinibus commentitiis in Veteri Testamento memoratis syntagma ; Leipzig, 1623, in-4°. Cet ouvrage, quoique savant, est moins complet que celui que Selden a publié depuis sur la même matière.
- De Deo Endovellico ex inscriptionibus in villa Vizosa Lusitaniæ repertis commentatio parergica, Altenbourg, 1637, in-4°. C’est une divinité des anciens Lusitaniens, la même que Mars, ou, selon d’autres, que l’Amour.
- Historoumena linguæ punicæ, errori populari arabicam et punicam esse eamdem opposita, ibid., 1637, in-4°. Cette curieuse dissertation a été insérée, ainsi que la précédente, par Grævius dans le Syntagma variar. Dissertat. rariorum, Utrecht, 1701, in-4°.
- Variarum lectionum libri tres priores, in quibus de scriptoribus sacris et profanis, classicis plerisque disseritur, ibid., 1640, in-4°. Ces trois premiers livres devaient être suivis de trois autres qui n’ont point paru. Quelques-unes des explications de Reinesius furent attaquées avec beaucoup d’aigreur par Andreas Rivinus, qui ne rougit pas d’employer ensuite toute sorte de moyens pour empêcher son adversaire de lui répondre, jusqu’à vouloir intéresser les magistrats à une discussion toute littéraire. Reinesius vint cependant à bout de déjouer ces intrigues et fit paraître sa réplique sous ce titre : Defensio variarum lectionum contra censuram poetæ L. (Laureati), Rostock, 1653, in-4°.
- Inscriptio vetus Augustæ Vindelicor. eruta et commentario illustrata, Leipzig, 1655, in-4° ;
- Ænigmati Patavino Œdipus e Germania, hoc est, marmoris Patavini interpretatio, ibid., 1661, in-4° ; Paris, 1667, in-4°, par les soins de Ferd. Brummier. C’est une nouvelle explication de la fameuse épitaphe d’Ælia Lælia Crispis qui a occupé plusieurs érudits (voy. Carlo Cesare Malvasia).
- De palatio Lateranensi ejusque comitiva commentatio parergica ; accedit Georg. Schubarti de comitibus Palatinis cæsareis exercitatio historica, Iéna, 1679, in-4° ;
- Syntagma inscriptionum antiquarum, Leipzig, 1682, in-fol. Ce recueil ne renferme que les inscriptions omises ou mal expliquées par Gruter. Les savants regrettaient que l’éditeur n’eût pas publié en même temps un autre ouvrage de Reinesius (Eponymologium criticum) qui ne pouvait manquer d’éclaircir une foule de passages encore obscurs des auteurs grecs et latins. Le manuscrit autographe se trouvait, en 1717, dans les mains de Th. Fritsch, libraire à Leipzig, et on se flattait qu’il répondrait aux vœux de tous les philologues en le mettant bientôt sous presse (voy. Klefeker, Biblioth. eruditor. præcocium, p. 313) ; mais leurs espérances à cet égard ne se sont pas réalisées.
- Dissertatio critica de sibyllinis oraculis, Iéna, 1702, in-4° à la suite d’un ouvrage de Georg. Schubart : Ennaratio parergica Metamorphoseos Ovidianæ de diluvio Deucalionis.
- Judicium de collectione Mss. chemicorum græcorum quæ extat in biblioth. Gothana, inséré dans le Catalogue des manuscrits de la bibliothèque de Gotha, Leipzig, 1714, in-4°, p. 88, et dans la Bibliothèque grecque de Fabricius, t. 12 p. 748. On trouve quelques lettres de Reinesius à la suite de son éloge, dans les Elogia clarorum Altenburgensium, par Fred. Gotth. Gotter, Iéna, 1713, in-8°.

## Sources
- « Thomas Reinesius », dans Louis-Gabriel Michaud, Biographie universelle ancienne et moderne : histoire par ordre alphabétique de la vie publique et privée de tous les hommes avec la collaboration de plus de 300 savants et littérateurs français ou étrangers, 2e édition, 1843-1865 [détail de l’édition]
- Marie-Nicolas Bouillet  et Alexis Chassang (dir.), « Thomas Reinesius » dans Dictionnaire universel d’histoire et de géographie, 1878 (lire sur Wikisource)